# Affaires litigieuses impliquant la Gendarmerie royale du Canada
Pour un article plus général, voir Gendarmerie royale du Canada.
 (décembre 2019).
Si vous disposez d'ouvrages ou d'articles de référence ou si vous connaissez des sites web de qualité traitant du thème abordé ici, merci de compléter l'article en donnant les références utiles à sa vérifiabilité et en les liant à la section « Notes et références ».

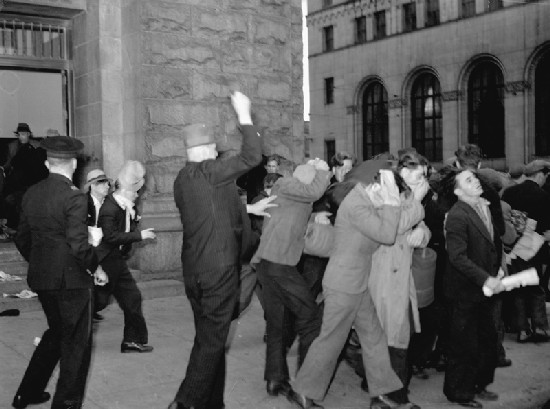
Agent de la GRC en civil s'attaquant à des grévistes à Vancouver en 1938

Les affaires litigieuses impliquant la Gendarmerie royale du Canada sont des actions et directives de la Gendarmerie royale du Canada, et de son ancêtre la Police montée du Nord-Ouest, qui ont résulté en des résultats allant à l'encontre de certains droits et libertés individuelles et collectives. Ces interventions de la police fédérale canadienne se sont produites contre des groupements syndicaux, sociaux ou politiques dans le contexte de la sécurité nationale telle que vue par la direction du service.

## Liste d'affaires litigieuses

### Années 1970

#### Affaire Robert Samson
À Montréal en 1974, Robert Samson, un agent de la Gendarmerie royale du Canada (GRC) est arrêté, après avoir été hospitalisé, pour la pose d'une bombe qu’il avait posé et qui lui a explosé dans les mains. Très vite, il semble que Samson était corrompu et poseur de bombes occasionnel pour des membres du monde interlope. Interrogé en audience préliminaire en vue de son procès, il s’exclame : « J’ai fait bien pire pour la GRC ! ».
Par la suite, il déclara être le responsable d’un cambriolage survenu le 6 octobre 1972 à l’agence de presse libre du Québec à tendance de gauche. L’opération ayant pour but de mettre la main sur des documents pouvant compromettre des militants des mouvements de gauche et du mouvement indépendantiste québécois. Très rapidement, l’opinion publique et les médias demandèrent une enquête.

#### Incendie de l’Amorce
La plupart des musiciens du Jazz libre du Québec –une formation musicale comptant anciennement Robert Charlebois dans ses rangs- étaient des activistes de gauche. Ils se produisaient à L’Amorce, un café de la rue Saint-Paul dans le vieux-Montréal. Le soir de la Saint-Jean-Baptiste en 1974, alors que la police anti-émeute avait bouclé et vidé le quartier sans ménagement, L’Amorce fut rasé par un incendie suspect (le contrebassiste Maurice Richard a eu tout juste eu le temps de sauver son instrument). Dans les conclusions de l’enquête menée dans le cadre de la commission Keable, il a été avéré que ce sont des membres de la force constabulaire qui avaient incendié le café L’Amorce.

#### Affaire Claude Morin sur l'infiltration du gouvernement Lévesque
En 1992, la presse révèle que la GRC a soudoyé un membre du cabinet Lévesque pour en faire un informateur durant les années 1970 et 1980. Il est ajouté la corruption d’un ministre à sa liste de crimes. Le ministre Claude Morin est ensuite nommé, lui dont les contacts avec la GRC auraient commencé bien avant sa nomination comme ministre, soit dès 1951.
Le lien entre Claude Morin et Raymond Parent en 1966 et 1969 devrait être approfondi eu égard aux conséquences que cela a pu avoir en relation avec l'ouvrage Topaz de Leon Uris que Parent offrit à Morin en 1969. Raymond Parent est le syndicaliste qui avait mené la bataille des «Gars de Lapalme» contre le gouvernement de Trudeau père au début des années 1970.

## Commissions d’enquête

### Commission Keable
La Commission Keable est une commission d'enquête du Gouvernement du Québec créée en 1977 et chargée d'enquêter sur les agissements policiers, notamment la GRC, au Québec qui ont succédé la Crise d'Octobre survenue en 1970. Le juge Jean Keable préside la commission et rendra public son rapport de 450 pages le 6 mars 1981. Quarante quatre accusations criminelles sont portées contre dix-sept agents et ex-agents de la GRC pour avoir pratiqué des activités illégales dans les années 1970. La Sûreté du Québec et la police de Montréal sont également critiquées pour le peu de cas que ces deux corps de police ont fait des libertés civiles et des droits fondamentaux des citoyens. La Cour Suprême du Canada statue finalement qu’une commission d’enquête provinciale ne peut enquêter sur un organisme fédéral.
La commission Keable met en lumière le programme extensif de la GRC pour espionner les groupes nationalistes québécois, y compris le Parti québécois (PQ) et les journalistes. Elle révèle les noms de trois officiers ayant autorisé le cambriolage de l'Agence de presse libre du Québec (APLQ) : le surintendant Cobb, de la GRC, ainsi que l’inspecteur Jean Coutellier de la Sûreté du Québec et l’inspecteur Roger Cormier de la police de Montréal. Les trois hommes bénéficient d'une libération de la part d’un tribunal en 1977. Elle aborde également le vol de listes de membres du PQ en janvier 1973 par 66 agents de la GRC lors de l’Opération « Ham ». Cette liste de membres était informatisée ce qui avait permis aux cambrioleurs de la copier rapidement à l'aide de lecteurs de rubans magnétiques.
La commission révèle que la « cellule André Ouimet » du FLQ, qui revendiquera un attentat à la bombe incendiaire à la compagnie « Brink’s » de Montréal et l'émission de 13 communiqués en 1971 est une création de la GRC. Carole Devault, ancienne informatrice de la GRC infiltrée dans le FLQ, raconte lors des audiences avoir, sous les ordres de la GRC, recruté des adolescents comme membres du FLQ et avoir rédigé de faux communiqués, après la crise d’octobre et l’écrasement du FLQ. Ces opérations visent à maintenir le mythe d’un FLQ toujours actif afin de compromettre des membres de mouvements contestataires qui pourraient être tentés de s’y associer. La GRC est aussi accusée de l’incendie criminel, en 1971, d’une grange appartenant à La Ferme du Québec Libre à Sainte-Anne-de-la-Rochelle dans les Cantons de l'Est, où devait se tenir une rencontre entre des membres du Front de Libération du Québec (FLQ) et des Black Panthers américains. Le gendarme Rick Daigle ainsi que les caporaux Bernard Dubuc et Normand Chamberland participent à un vol de dynamite, dans la nuit du 26 au 27 avril 1972, dans la poudrière de la « Richelieu Explosives » de Rougemont.
La commission enquête aussi sur sept tentatives, en 1971 et 1972, de recruter des indicateurs en usant de menaces et d’intimidation. L'enlèvement d'André Chamard, stagiaire dans une étude de droit participant à la défense des accusés du FLQ, le 7 juin 1972, avec la participation notamment du gendarme Rick Daigle. Les agents tentèrent d'abord de le recruter comme indicateur en le faisant chanter pour une affaire de drogue, en le maltraitant et en proférant des menaces de mort. Le sergent Laurent Hugo raconte aussi avoir, avec des collègues, enlevé un homme dans la rue, sans mandat, et l’avoir séquestré pendant 15 heures dans une chambre d’hôtel, lui faisant subir un interrogatoire « musclé » accompagné de pressions physiques telles que le forcer à se tenir debout dans un coin face au mur. Aucune information n'est obtenue pour cet enlèvement. L’homme est relâché sans qu’aucune accusation ne soit portée contre lui.
Le Premier ministre du Canada Trudeau nie avoir eu connaissance de ces actes bien que des documents rendus publics des années plus tard prouvent qu'il a présidé la réunion du cabinet qui autorise expressément la GRC à  enfreindre les lois pour combattre le “séparatisme”, dès 1969. Il refuse de témoigner en public devant la commission qui renonce finalement à le convoquer.

### Commission McDonald
La  Commission McDonald est une commission royale d'enquête instituée par le gouvernement fédéral du Canada de Pierre Trudeau le 6 juillet 1977. Le juge David Cargill McDonald préside à la commission chargée de faire enquête sur des allégations de pratiques illégales de la part de la Gendarmerie royale du Canada (GRC). Cette commission effectue la plus grande partie de ses travaux à huis clos. Elle publie trois rapports lourdement censurés totalisant 2 400 pages les 26 novembre 1979, 23 janvier et 15 mai 1981. Six volumes de témoignages faits à huis clos ne furent jamais publiés. Aucune accusation n'est portée contre qui que ce soit.
Ces travaux révèle notamment que le commissaire de la GRC, William Higgit, a trompé le gouvernement au sujet des écoutes électroniques illégales pratiquées pendant des années et qu’il a omis de signaler au gouvernement les tentatives d’étouffer l’affaire. Aussi, son successeur Maurice Nadon a manqué à son devoir en ne sévissant pas contre les agents coupables d’infractions à la loi alors que des agents ont ouvert sans mandat les lettres de 865 citoyens entre 1970 et 1977. La commission qualifie aussi d’« inadmissible » le fait que John Starnes, directeur général du service de sécurité de 1970 à 1973, a autorisé le cambriolage à l’Agence de Presse Libre du Québec et le vol de listes de membres du PQ. La commission conclut aussi que le service de sécurité de la GRC a « échappé à tout contrôle » dans les années 1970. Le gouvernement fédéral conclut qu’il n'est pas « approprié » de poursuivre la centaine d'agents impliqués directement. De plus, il y a prescription pour certains crimes et le gouvernement déclare qu’il est « injuste de poursuivre certains agents et pas d’autres pour une question de prescription ». John Starnes avait par ailleurs une résidence secondaire à Chelsea au Québec là où Hugh Hambleton, décédé en juillet 1995 à Madrid, y résidait aussi.
Une des recommandations de la commission est mise en œuvre : la lutte contre la subversion est retirée des mandats de la GRC pour être transférée à une agence civile, le Service canadien du renseignement de sécurité (SCRS), créé en 1983.

#### Rapports
- Commission d'enquête sur des opérations policières en territoire québécois, Rapport de la Commission d'enquête sur des opérations policières en territoire québécois, Québec, Ministère de la Justice, 1981, 451 p. (ISBN 2-551-04224-0, lire en ligne).
- Commission d'enquête sur des opérations policières en territoire québécois, Premier rapport : Sécurité et Information, Ottawa, Ministre des Approvisionnements et Services Canada, 1979 (lire en ligne).
- Commission d'enquête sur des opérations policières en territoire québécois, Deuxième rapport : La liberté et la sécurité devant la loi (Volume 1), Ottawa, Ministre des Approvisionnements et Services Canada, 1981 (lire en ligne).
- Commission d'enquête sur des opérations policières en territoire québécois, Deuxième rapport : La liberté et la sécurité devant la loi (Volume 2), Ottawa, Ministre des Approvisionnements et Services Canada, 1981 (lire en ligne).
- Commission d'enquête sur des opérations policières en territoire québécois, Troisième rapport : Certaines activités de la GRC et la connaissance qu’en avait le gouvernement, Ottawa, Ministre des Approvisionnements et Services Canada, 1981 (lire en ligne).